# 6278 Аметхан
6278 Аметхан (1971 TF, 1986 PA5, 6278 Ametkhan) — астероїд головного поясу, відкритий 10 жовтня 1971 року.
Названий 28 січня 2002 року на честь національного героя кримськотатарського народу, двічі Героя Радянського Союзу, заслуженого льотчика-випробувача СРСР Амет-Хана Султана.
Тіссеранів параметр щодо Юпітера — 3,481.